# Cantonul Barjols
Cantonul Barjols este un canton din arondismentul Brignoles, departamentul Var, regiunea Provence-Alpes-Côte d'Azur, Franța.

## Comune
- Barjols (reședință)
- Bras
- Brue-Auriac
- Châteauvert
- Esparron
- Pontevès
- Saint-Martin-de-Pallières
- Seillons-Source-d'Argens
- Varages